# Sueños olvidados
Sueños olvidados (en alemán Vergessene Träume) es un microrrelato del autor austriaco Stefan Zweig publicado en 1900. Con una descripción del entorno y los sentimientos de los personajes verdaderamente magistral, Zweig consigue con unas pocas páginas transportar al lector al encuentro entre los protagonistas.

## Argumento
Una bella dama lee bajo una sombrilla en un mirador junto al mar, cuando recibe una inesperada visita de un viejo conocido. Después de una nostálgica conversación, ella confiesa sus sueños de juventud, aquellos que les separaron definitivamente.